# كاتلين كامبل
كاتلين كامبل (بالإنجليزية: Caitlin Campbell)‏ (2 فبراير 1991 بهاستينجس في نيوزيلندا - ) هي لاعبة كرة قدم نيوزلندية في مركز الوسط. شاركت مع منتخب نيوزيلندا تحت 17 سنة للسيدات لكرة القدم ‏ ومنتخب نيوزيلندا تحت 20 سنة للسيدات لكرة القدم ‏ ومنتخب نيوزيلندا الوطني لكرة القدم للنساء. أما مع النوادي، فقد لعبت مع Glenfield Rovers ‏.

## وصلات خارجية
- كاتلين كامبل على موقع الاتحاد الدولي (مؤرشف)  (الإنجليزية)
- كاتلين كامبل على موقع قاعدة بيانات كرة القدم.إي يو (الإنجليزية)